# Кредер, Александр Александрович
Алекса́ндр Алекса́ндрович Кре́дер (23 апреля 1947, Атбасар — 30 октября 2000 год, Саратов) — российский историк. Доктор исторических наук, профессор (с 1990 года).

## Биография
В 1965—1969 годах учился на историческом факультете Саратовского государственного университета (СГУ). Проходил военную службу в Советской Армии. В 1971 году поступил в аспирантуру, в 1974-м защитил диссертацию. В 1974—1990 годах работал в Высшей партийной школе в Саратове. В 1989 году в Москве защитил докторскую диссертацию.
В 1990—2000 годах работал на кафедре истории нового и новейшего времени исторического факультета СГУ.
На интернет ресурсах встречается недостоверная информация о том, что Кредер был переселен в Казахстан вместе с родителями (поволжскими немцами) во время войны. В реальности это не соответствует году рождения, из чего можно сделать вывод что А. А. Кредер родился после переселения его семьи.

## Критика работ Кредера
Учебник Кредера «Новейшая история зарубежных стран» вызвал обвинения в адрес автора в прямом забвении им принципов исторической науки в угоду идеологическому заказу постсоветской власти и конкретно Фонда Сороса, в частности:
- в апологетической подаче истории Запада и в клеветнической — СССР; превращении учебника в примитивно антикоммунистическое и антисоветское издание;
- в подтасовке и замалчивании фактов, касавшихся истории СССР и восточноевропейских стран;
- в восхвалении неолиберализма и колониализма;
- в замалчивании негативных сторон внешней политики США и Великобритании (таких как поддержка США крайне правых диктаторских режимов, колониальные войны Великобритании в Кении и Малайе и т. д.);
- в сознательном отказе в освещении в учебнике истории стран с левыми политическими режимами (Сирия, Ирак, Мьянма) и многом другом[1][2].

Отдельным пунктом критики было то, что в учебнике максимально принижалась и затушевывалась роль СССР в разгроме нацистской Германии и милитаристской Японии — вплоть до того, что крупнейшими битвами Второй мировой войны провозглашались не Курская дуга, Сталинградская битва или Берлинская операция, а битва за Эль-Аламейн и сражение у атолла Мидуэй; ничего не было сказано о разгроме советскими войсками Квантунской армии; было высказано мнение об отрицательном характере разгрома фашизма, так как это привело к установлению в Восточной Европе просоветских режимов.
Писатель Юрий Поляков публично обвинил Кредера в «антипатриотизме» и насаждении «антигосударственной идеологии». Законодательные собрания двух субъектов Российской Федерации — Воронежской и Вологодской областей — в 1997—1998 годах приняли решения о запрете преподавания по учебнику Кредера на территории своих областей. Позже к ним присоединились ещё два субъекта Федерации.